# Fraternitas Saturni
La Fraternitas Saturni est une société occultiste allemande fondée en 1928 par Gregor A. Gregorius à Berlin, dans la mouvance d'Aleister Crowley.